# Selvino (Lombardei)
Selvino ist eine Gemeinde (comune) mit 1995 Einwohnern (Stand 31. Dezember 2023) in der norditalienischen Provinz Bergamo in der Lombardei. Die Gemeinde liegt etwa 22 Kilometer nordöstlich von Bergamo und 60 Kilometer nordöstlich von Mailand.
Erstmals urkundlich erwähnt wurde der Ort im Jahre 955 als Salvino. Selvino war 1988 und 1995 Etappenort des Giro d’Italia.

## Persönlichkeiten
- Livio Magoni (* 1963), Alpinskitrainer
- Oscar Magoni (* 1967), Fußballspieler
- Paoletta Magoni (* 1964), Skirennläuferin